# カビ

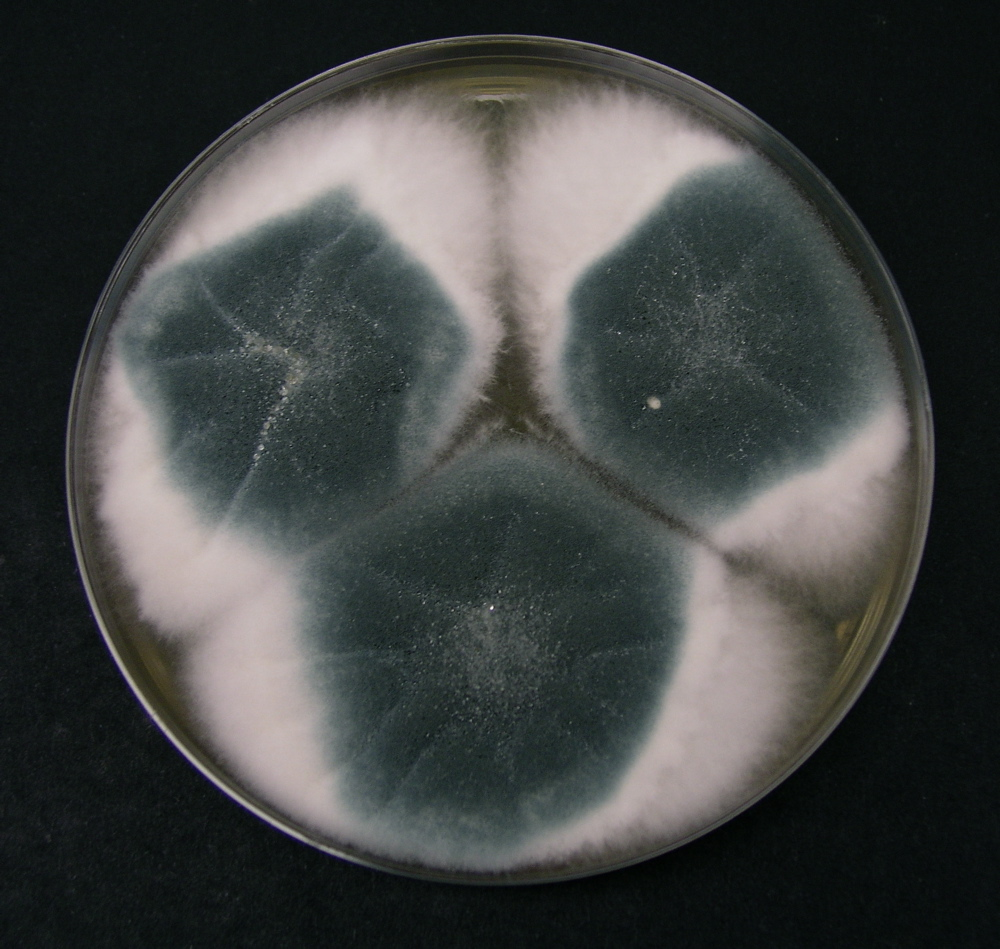
寒天培地上で培養され、コロニーを形成したカビ
(Aspergillus fumigatus)

カビ（黴）とは、菌類の一部の姿を指す言葉である。あるいはそれに似た様子に見える、肉眼的に観察される微生物の集落（コロニー）の俗称でもある。

## 定義

カビによって分解と脱水が進む果物

カビという言葉は、狭い意味で用いれば、子実体を形成しない、糸状菌の姿を持つ、つまり菌糸からなる体を持つ菌類のことである。これに相当するのは、接合菌類、それに子嚢菌と担子菌の分生子世代（不完全菌とも）のものである。これらはきれいに培養すれば綿毛状の菌糸からなる円形のコロニーを形成し、その表面に多量の胞子を形成する。
サビキンなどの植物寄生菌もこの範疇にはいる。ただし、植物表面に菌糸が出てこない場合、肉眼的にはカビを認めがたい。また、子嚢菌などの中でごく小さい子実体を作るものは、カビの名で呼ばれる例がある（ケタマカビ・スイライカビ・ウドンコカビ等）。
しかし、そのような姿を持つ微生物一般のコロニーを見た場合、それを指してカビと言うことも多い。特に菌類の菌糸体の錯綜したものを指す。従って、日常的にきのこと俗称される大型の子実体をもつ菌類でも、その栄養体である菌糸体だけが視認された場合、カビと認識される。また、菌糸体を生じない菌類である酵母であっても、密で表面が粉状の集落を形成する場合、これもカビと認識されることがある。
なお、水中に成育する糸状の菌類的生物もミズカビなどと称される。最近まで菌類と考えられていたのでカビのような名で呼ばれている。これらの生物は生活の型はカビに似るが、現在ではその大部分（卵菌類）は菌類ではないものと考えられている。
また、カビという言葉が小型の菌類の名称として使われたことから、ツボカビやフクロカビなど、菌糸を形成しないものにもその名が使われる。菌類以外にも、変形菌（ホコリカビ）やタマホコリカビなどのように一部の原生生物には、カビという名称が付けられている。このように、カビを生物学的に定義することは難しいが、ここでは応用微生物学的見地から、菌類のうち、きのこと認識される子実体を形成するものと酵母を除いたものについて、以下に詳述する。

## 特徴
カビは、菌糸と呼ばれる糸状の細胞からなり、胞子によって増殖する。
生活空間では梅雨、台風の季節など湿気の多い時期・場所に、たとえば食物、衣類、浴槽の壁などの表面に発生する。多くの場合、その発生物の劣化や腐敗を起こし、あるいは独特の臭気を嫌われ、黴臭いなどと言われる。人によっては食中毒やアレルギーの原因となることもある。カビの除去剤は多く存在するが、それ自体も刺激臭を放ちやや危険なものが多い。その一方で、発酵食品や薬品（ペニシリンなど）を作るのに重要な役割を果たすものもある。

## カビの生活史
カビというのは、複数の分類項目にまたがる菌類の俗称であり、様々な生活様式をもったカビが存在している。
たとえば、カビとして一般的なクモノスカビ(Rhizopus stolonifer)は、菌類の一つである接合菌門(Zygomycota)に属する。
空中を漂っている胞子が、腐敗した植物など湿った有機物の表面に触れると発芽し、菌糸のネットワークを形成する。また、菌糸の表面から酵素を分泌することで、有機物を分解し、栄養を吸収している。接合菌門の特徴は、2種類の繁殖様式をもっていることである。無数の胞子を持ったコブ状の胞子嚢を菌糸の先端に形成し、そこから胞子を放出するという単性生殖と共に、両親となる2つの菌糸が融合し接合胞子を形成するという有性生殖も行う。

## 生育環境

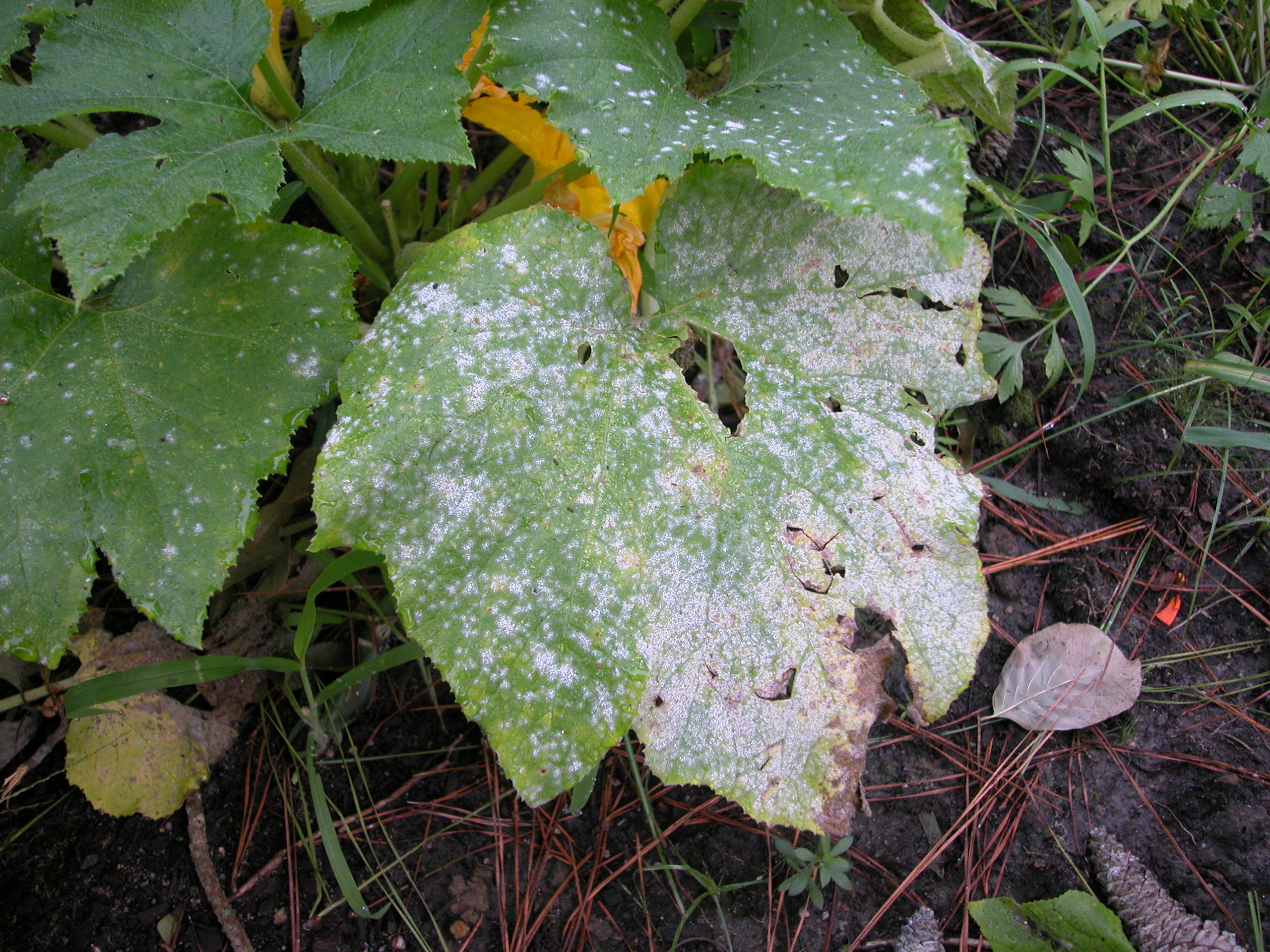
真菌病であるうどんこ病に罹患した植物。

上記のように人間の生活空間にも様々なところでカビは出現する。放っておけば食品はかびる。その主な原因はアオカビ・コウジカビ・ケカビ・クモノスカビといったものである。ヨーロッパではアカパンカビもここに顔を出す。これらは、人為的な環境に素早く出現する、いわば雑草のようなカビである。壁のしみは往々にしてクラドスポリウムである。
人間の生活との関わりでは作物に寄生する植物病原菌の影響は大きい。ヒトに寄生するカビは多くなくほとんどは偶発的なものであるが、白癬菌のようにヒトに病気を起こすものもある。
しかし実際には自然界の方がはるかに多くのカビが存在する。地表や土壌では多くの不完全菌がキノコの菌糸と共に枯葉の分解を行っており、それはまた腐性食物連鎖の土台を構成する。また生きた植物に寄生して病気を起こすカビも数多い。野生の植物にも様々な寄生菌が生じる。
動物質の分解は主として細菌の仕事であり、菌類にこれに関与するものは少ない。まれに大型動物死体の周辺にトムライカビ類などが大量に出現するが、これは細菌類か線虫類に関係を持つものらしい。昆虫など小型動物には、ハエカビ・クサレケカビなど特に決まった種類のカビが関係を持って出現する例が多々ある。
淡水中では菌類ではないものの、卵菌類がミズカビと呼ばれ、動物質を含む腐りやすい有機物塊によく綿毛状のコロニーを作る。菌類ではカワリミズカビなどもあるが、ミズカビ類ほどは普通でない。水中の落葉落枝には水生不完全菌が繁殖するが、これも目にはつきにくい。
海中ではカビはあまり知られていない。材木などから若干の水生不完全菌様のカビが知られる。

## 食品に利用されるカビ

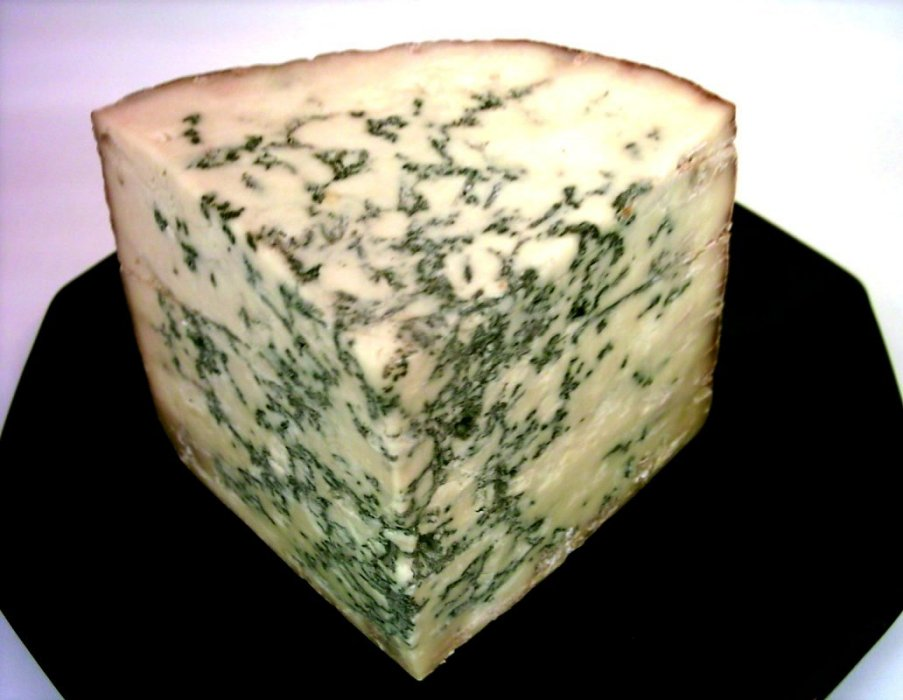
ブルーチーズの一種、スティルトン。主に による熟成。

カビが分泌する酵素による作用は、様々な食品に用いられている。主な作用としては、
- タンパク質をアミノ酸に分解することで、風味を出す。
- デンプンを糖化する。
- 脱水する。

が挙げられる。
チーズでは、アオカビを用いた「ロックフォール」、「ゴルゴンゾーラ」などのブルーチーズが有名である。また、「ブリー」や「カマンベール」に利用されるものは一般的に「白カビ」と呼ばれるが、生物学的にはすべてアオカビ属である。
日本古来の発酵食品では、日本酒、焼酎、醤油、味噌などがニホンコウジカビを穀物で培養し、繁殖させた麹（こうじ）を用いて醸造を行う。鰹節では脱水目的でカビ付けを行う。
なお、納豆は発酵に納豆菌を用いるが、納豆菌は細菌の一種であり、カビではない。

## 生物学・医療分野におけるカビ
利用最初の抗生物質として知られるペニシリンは、1940年代にアオカビの分泌物より抽出され、梅毒、淋病、破傷風、猩紅熱などの感染症の特効薬として、医療分野に画期的な成果をもたらした。
アカパンカビ(Neurospora crassa)は、その栄養要求性突然変異株の研究から一遺伝子一酵素説が提唱され、遺伝子の正体の追究に大きな役割を果たした。その他に時計遺伝子の分子機構を解明するためのモデル生物として知られている。
病原性真菌
健康者に病原性を及ぼさない筈のカビが、免疫力が低下している状態で人体に増殖して発症させる例があり、日和見感染と呼ばれる。アスペルギルス症等の例がある。また、カビやカビの胞子を長期間に渡って吸入するとアレルギー性の過敏性肺炎を発症することがある。

## カビ毒
一部のカビは人体に対し有毒な毒素を生成する。カビの生産する毒を総称してマイコトキシンと呼ぶ。
- アスペルギルス・フラバスやアスペルギルス・パラジチカスの生産するアフラトキシン。発癌性物質で肝炎などを引き起こす。
- フザリウムの一部（いわゆるアカカビ）が生産するニパレノール、フザレノン・Xなどのトリコテセン毒素。嘔吐、下痢、腹痛などを引き起こす。

## カビの名称
カビはキノコほど和名が与えられていない。せいぜい代表的なものに対して、属の単位で与えられているだけである。名前そのものも、アオカビやクロカビなど、見かけの色だけでつけたような雑なものが多く、クロカビなどはどれを指すのかすら怪しい。例外的にコウジカビは、醗酵産業などで使用されることから、いくつかの区別された名前を持つが、標準和名とは認識されていないかも知れない。接合菌類に関しては、第二次世界大戦以前には各属に和名を与えようとしたようだが、その後の分類体系の変化のために無効化している例もある。それ以降は新たな和名を与えようとした例は少ない。

## 水道のカビ臭
水道水への不満としてカビ臭が取り上げられることがあるが、これはカビに起因する臭さではなく、貯水池等に繁茂する藍藻類や放線菌が産出する2-メチルイソボルネオールなどの成分による。